# Aleksy III Angelos
Aleksy III Angelos (ur. 1153, zm. 1211) – cesarz bizantyjski w latach 1195-1203. Brat Izaaka II.

## Życiorys

### Objęcie władzy
W 1195 roku Aleksy III wykorzystał ogólne niezadowolenie z kolejnych klęsk brata Izaaka II w wojnie z Bułgarami. Pozyskał poparcie części wojska i możnowładców i po wyjeździe brata na polowanie pozwolił obwołać się cesarzem. Powracającego brata pochwycił i kazał oślepić. Izaak wraz z synem Aleksym trafili pod straż. Chcąc naśladować władców z dynastii Komnenów nazwał się Aleksym Komnenem, ponieważ ród Angelosów nie wydawał mu się dosyć świetny. Jako cesarz z rodu Angelosów Aleksy stanął na czele zaledwie jednej ze zwalczających się w stolicy koterii. Duże znaczenie polityczne miało jego małżeństwo z Eufrozyną Dukainą Kamaterą, która wniosła mu w posagu sojusz z potężnym rodem Kamaterów. Dalsze wzmocnienie pozycji cesarza miały przynieść małżeństwa córek: Anny z Teodorem Laskarysem i Ireny z Aleksym Paleologiem.

### Wojna z Bułgarią
Aleksy III próbował zakończyć wojnę w Bułgarii przy pomocy rokowań. Bułgarzy stawiali jednak bardzo wygórowane żądania i rokowania zostały zerwane. W czasie kolejnych wypraw w 1195 i 1196 roku Bułgarzy spustoszyli tereny wokół Seres, rozbili armię bizantyńską i wzięli do niewoli wodza sebastokratora Izaaka Komnena. Bizancjum zbyt dumne by iść na ustępstwa, a zbyt słabe by walczyć, poparło opozycję w kraju. W 1196 roku car Asen padł ofiarą spisku bojarów. Jego morderca Iwanko nie utrzymał się długo, ponieważ obiecana pomoc bizantyńska, z powodu rozruchów w armii nie nadeszła. Ratował się ucieczką do Konstantynopola. Władzę po zamordowanym przejął jego brat Piotr. W 1197 padł jednak ofiarą kolejnego zamachu. Iwanko został namiestnikiem Filipopolis, a nawet wodzem oddziałów cesarskich. W krótkim czasie wydzielił sobie w rejonie Rodopów własne księstwo. Znaczniejsze państewko utworzył też sobie w Macedonii, w dolinie Strymonu Dobromir Chryz. Za stolicę obrał sobie trudno dostępną twierdzę Prosek nad Wardarem. Cesarstwo uznało jego państwo. Chryz jednak rychło, popierany przez Bułgarów, wystąpił przeciw Bizancjum i przyłączył do swego państwa znaczną część zachodniej Macedonii z miastami Prilep i Bitolą. Bizantyńczycy podstępem pokonali Iwanka. Wojna z Dobromirem toczyła się jednak ze zmiennym szczęściem i nie przyniosła rozstrzygnięcia. Jego państwo utrzymało się do śmierci Streza w 1215 roku, choć część jego zdobyczy przejęli Bułgarzy. Na tronie bułgarskim po śmierci Piotra zasiadł, dawny zakładnik bizantyński, najmłodszy brat Piotra i Asena, Kałojan. W 1197 Kałojan zadał klęskę wojskom cesarskim pod Arkadiopolem. W 1201 roku szczęśliwie dla Aleksego, zagrożony ze strony Węgier Kałojan zawarł pokój z Bizancjum. Jednocześnie jednak aby uniezależnić się od Bizancjum rozpoczął pertraktacje z Rzymem o przyznanie korony królewskiej, którą ostatecznie otrzymał już po upadku Aleksego III w 1204 roku. Podobne starania podjęli w tym czasie władcy serbscy. Świadectwem słabości Cesarstwa był fakt, że ożeniony z córką Aleksego III Eudoksją Stefan II Nemanjić, starając się o przychylność Rzymu unieważnił swoje małżeństwo i oddalił Eudoksję.

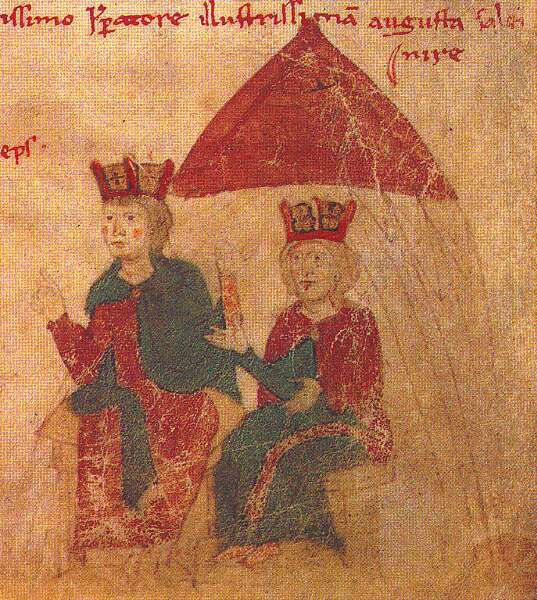
Henryk VI z żoną Konstancją

### Zagrożenie niemieckie
Tymczasem Henryk VI, cesarz rzymski, ożeniony z dziedziczką tronu normańskiego Konstancją, został spadkobiercą nie tylko ojca Fryderyka Barbarossy, ale i teścia Wilhelma II (zmarł w 1189 roku). Opozycja, na czele której stał bratanek zmarłego Tandkred, została przez Henryka złamana i w okresie Bożego Narodzenia 1194 roku Henryk koronował się na króla Sycylii w Palermo. Występując jako spadkobierca Wilhelma II, zaczął domagać się zwrotu terytoriów pomiędzy Dyrrachion a Tesaloniką, które Normanowie zdobyli i utracili w 1185 roku. Nadto korzystając z tego, że jego brat Filip ożenił się z córką zdetronizowanego Izaaka II, Ireną, wystąpił jako mściciel skrzywdzonego cesarza. Aleksy III próbował olśnić przybywających do Konstantynopola posłów niemieckich przepychem bizantyńskiego ceremoniału. Nicetas Choniates notuje, że usłyszał jednak jedynie: „Nadszedł czas, by zdjąć te zniewieściałe stroje i ozdoby i ubrać się w żelazo a nie złoto”. Chcąc odsunąć niebezpieczeństwo wojny z Henrykiem Aleksy zobowiązał się do wypłacania co roku ogromnego haraczu w wysokości 16 centenarii złota. Aby zebrać tę sumę nałożył na prowincje podatek nadzwyczajny – „niemiecki” (τό ἀλεμανικόν, to alemanikon). Przy największej nawet presji poborców nie sposób jednak było ze zniszczonego i wyczerpanego kraju wycisnąć takich sum. Tylko interwencji papieża, który obawiał się nadmiernego wzrostu potęgi Świętego Cesarstwa Rzymskiego i nalegał, by Henryk ruszył na wyprawę krzyżową, a nie na Konstantynopol, zawdzięczał Aleksy III, że Henryk w ogóle chciał pertraktować i na razie zadowolił się upokorzeniem i ruiną materialną przeciwnika. Henryk działał jednak dalej, zhołdował władcę Cypru i Małej Armenii, okrążając Bizancjum od południa i wschodu. Nim jednak nastąpiło ostateczne uderzenie we wrześniu 1197 roku cesarz umarł.

### Rozkład państwa
Cesarstwo rozprzęgało się tymczasem wewnętrznie. W Tesalii usamodzielnił się kolejny możnowładca Michał Kamytzes. Korzystając z oddzielenia środkowej Grecji od stolicy Cesarstwa przez Kamytzesa w 1200 roku archont Nauplii Leon Sguros zajął Argos, a w następnie Korynt. W 1201 roku wojska Kamytzesa i Dobromira Chryza, niezależnego władcy w Macedonii, podjęły ofensywę w Tesalii. Aleksemu udało się przeciągnąć Chryza na swoją stronę i zlikwidować zagrożenie w Tesalii. Gorzej poszło mu w środkowej Grecji. Wysłana przeciw Sgurosowi w latach 1200–1202 ekspedycja wojskowa, prowadzona była przez dowodzącego nią Michała Stryphnosa wyjątkowo niemrawo i ostatecznie spełzła na niczym. Sguros rozszerzył obszar swego państwa o Attykę i Beocję z Tebami, oparły mu się tylko Ateny, których bronił energiczny biskup Michał Choniates. Tymczasem wielki drugarios Michał Stryphnos wraz ze współdowodzącym flotą ekskorsarzem Janem Stirione wyprzedali arsenał marynarki wojennej sprzeniewierzając uzyskane stąd dochody. W 1203 roku Bizancjum pozostało z potężnej floty tylko 20 okrętów wojennych.

### IV krucjata
W kilka miesięcy po śmierci cesarza Henryka, w styczniu 1198 roku zmarł papież Celestyn III. Wybrany na jego następcę Innocenty III, już w dwa tygodnie po swoim wyborze rozpoczął zabiegi wokół zorganizowania kolejnej wyprawy krzyżowej, mającej przyjść z pomocą zagrożonemu Królestwu Jerozolimskiemu. W 1201 roku z więzienia w Konstantynopolu zbiegł siedemnastoletni syn Izaaka II, Aleksy. Krzyżowcy, którzy pod wpływem apeli Stolicy Apostolskiej zaczęli w ciągu 1202 roku gromadzić się w Wenecji, nie zdołali zgromadzić środków niezbędnych na opłacenie floty weneckiej, mającej przewieźć ich do Palestyny. Ostatecznie by wyjść z impasu dowódcy krucjaty, zgodzili się na odroczenie należnej Wenecji części zapłaty, w zamian za pomoc w odzyskaniu odebranej Wenecjanom przez króla węgierskiego Zary. 15 listopada po pięciodniowym oblężeniu miasto zostało zdobyte. Ze względu na późną porę roku, utrudniającą żeglugę, krzyżowcy zostali w Zarze na zimę. Tam dotarli do nich wysłannicy syna Izaaka II, Aleksego. W zamian za pomoc w odzyskaniu tronu ojca, Aleksy zobowiązał się hojnie opłacić ze skarbca cesarskiego koszty wyprawy i wspomóc krzyżowców wojskami bizantyńskimi. Po burzliwych naradach krzyżowcy przyjęli propozycje Aleksego, który dołączył do nich pod koniec kwietnia na Korfu. 24 czerwca 1203 roku armia łacinników, nie powstrzymywana w żaden sposób przez wojska Aleksego III, wylądowała pod Konstantynopolem.

### Utrata Konstantynopola

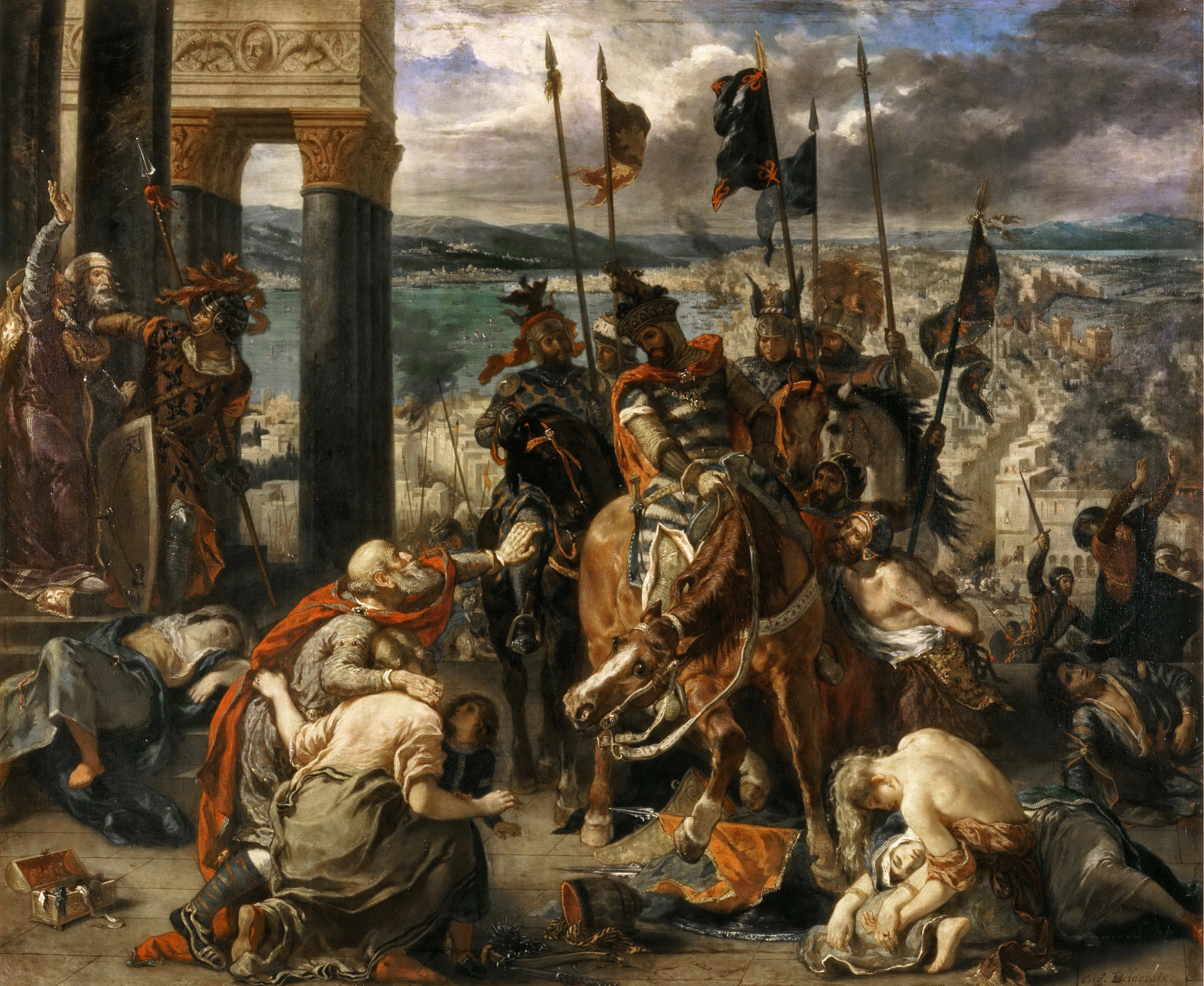
Eugène Delacroix Wkroczenie krzyżowców do Konstantynopola, (1840, olej na płótnie, 410 x 498 cm, Luwr, Paryż).

Aleksy III dysponował w Konstantynopolu 50–tysięczną armią, w tym pięcioma tysiącami doborowej gwardii wareskiej. Poza gwardią jakość tej armii nie była wysoka. Dodatkowo dowódcy mieli często związane ręce z powodu walk koterii pałacowych, tak że cesarz mógł naprawdę polegać jedynie na najemnikach. Oślepienie brata Izaaka II zachwiało jednak lojalnością również tej formacji. Flota wojenna wskutek działalności jej dowódcy praktycznie nie istniała. 20-tysięczna armia krzyżowców pod murami Konstantynopola stanowiła w tej sytuacji niemały problem. Nakłaniany przez część swoich dowódców do podjęcia energicznych kroków przeciw łacinnikom Aleksy miał jednak powiedzieć: „Każę wszystkim ladacznicom Konstantynopola wejść na wzgórze nad ich obozem i szczać aż ich wszystkich potopią”. Nie podjął też w kolejnych dniach oblężenia żadnych kroków mogących utrudniać działania oblegających. Wobec szczupłości sił potrzebnych do oblężenia tak potężnego miasta krzyżowcy skupili swój atak na odcinku murów w okolicy wewnętrznego portu Konstantynopola – Złotego Rogu. 5 lipca krzyżowcy wdarli się do Złotego Rogu. 17 lipca, po przygotowaniu maszyn oblężniczych zaatakowali z lądu i morza mury miasta. Po zaciętych walkach Wenecjanom udało się opanować fragment murów. Kontratak wojsk bizantyńskich powstrzymał dalsze ich postępy. Po tymczasowym opanowaniu sytuacji w mieście Aleksy zdecydował się na wyprowadzenie wojska poza mury i konfrontację z krzyżowcami w otwartym polu. Koncentrując potężne siły naprzeciw krzyżowców doprowadził do opuszczenia zdobytych murów przez Wenecjan, którzy nadciągnęli ze wsparciem dla wielokrotnie słabszych liczebnie wojsk krucjaty. Ostatecznie jednak do bitwy nie doszło. Aleksy bowiem przed wieczorem wycofał 60 korpusów wojska greckiego z powrotem za mury miasta. Nie wiadomo dlaczego Aleksy nie zdecydował się uderzyć na łacinników. Być może nie ufał swoim wojskom. Nicetas Choniates podaje, że cesarz został zmuszony do wydania bitwy łacinnikom przez swoich dowódców, lecz sam jej nie chciał. Bardzo też możliwe, że manewrem tym chciał jedynie odciągnąć Wenecjan od zdobytych części murów. Wycofanie się wojsk bizantyńskich wywołało jednak wybuch wrogich cesarzowi nastrojów w mieście. Nocą Aleksy III, z ukochaną córką Ireną, kilkoma współpracownikami i 10 tysiącami złotych monet wymknął się z Konstantynopola i zbiegł do Tracji.

### Tułaczka
Władzę w Konstantynopolu objął z powrotem Izaak II i jego syn Aleksy, jako Aleksy IV. Wyprawa młodego cesarza na brzeg tracki, wspomagana przez Bonifacego z Montferratu zmusiła Aleksego III do zamknięcia się w twierdzy Mosynopolis, skąd mógł już tylko śledzić kolejne wydarzenia prowadzące do powolnej katastrofy państwa. Na początku lutego Aleksy IV zginął w więzieniu, a jego następcą został Aleksy V Murzuflos, który dla wzmocnienia swej pozycji poślubił córkę Aleksego III, Eudoksję. 13 kwietnia 1204 roku Konstantynopol, został zdobyty przez krzyżowców. Aleksy V, zięć Aleksego III, wraz ze swą żoną zbiegł z Konstantynopola do Mosynopolis. Aleksy III, władający ciągle jeszcze częścią europejskich ziem Cesarstwa, kazał go oślepić. Wybrany w maju 1204 roku cesarz łaciński Baldwin, obległ Mosynopolis i Aleksy zbiegł do Tesaloniki, a stamtąd pod naporem wojsk łacińskich dalej na południe do rządzonego przez Leona Sgurosa państewka. Wydał za Sgurosa swą córkę Eudoksję i próbował go nakłonić do podjęcia akcji zbrojnej przeciw krzyżowcom. Ci jednak jeszcze w tym samym roku zaatakowali pod wodzą Bonifacego z Montferratu należącą do Sgurosa Tesalię, a następnie Beocję i Attykę. Sguros zamknął się w twierdzy korynckiej. Jego teść wpadł w ręce krzyżowców i musiał zrezygnować z dalszych walk o utraconą władzę. Ostatecznie znalazł się wraz z żoną w więzieniu w Genui, skąd w 1209 roku wykupił oboje kuzyn Aleksego, władca Epiru, Michał I Angelos. Aleksy nie zabawił długo w Epirze. W następnym roku udał się do Azji, gdzie spodziewał się pomocy od swego przyjaciela sułtana Ikonium w walce o odzyskanie korony cesarskiej, którą właśnie przyjął jego zięć Teodor Laskarys, jako cesarz nicejski. Pochwycony podczas jednej z potyczek z wojskami Teodora dokonał życia w klasztorze pod Niceą w 1211 roku.

## Rodzina
Z małżeństwa z Eufrozyną Dukainą Kamateriną, Aleksy miał trzy córki:
- Irenę Angelinę, żonę:
  - Andronika Kontostefanosa,
  - Aleksego Paleologa, z którym została babcią cesarza Michała VIII Paleologa,
- Annę Angelinę, żonę:
  - sebastokratōra Izaaka Komnena, z którym została matką księżnej Teodory Angeliny,
  - Teodorem I Laskarisem, cesarzem Nicei,
- Eudoksję Angelinę, żonę:
  - Stefana I Prvovenčani, króla Serbii,
  - Aleksego V Murzuflosa, cesarza bizantyjskiego,
  - Leona Sgurosa, władcy państwa w środkowej Grecji w latach 1200-1205.